# Policarpo Paz García
Policarpo Juan Paz García (Goascorán, 7 dicembre 1932 – Tegucigalpa, 16 aprile 2000) è stato un generale e politico honduregno che ricoprì la carica di Presidente dell'Honduras dal 7 agosto 1978 al 27 gennaio 1982.

## Biografia
Comandò il piccolo contingente honduregno della Forza Interamericana di Pace, dislocata nella Repubblica Dominicana nel 1965 per ristabilire al potere Juan Bosch, primo presidente dominicano democraticamente eletto. Durante la cosiddetta Guerra del calcio fra Honduras ed El Salvador (luglio 1969), fu luogo-comandante delle operazioni e riuscì a respingere un'offensiva salvadoregna nel sud del Paese. Venne successivamente promosso al grado di Colonnello.
Paz García salì al potere con il Partito Nazionale dell'Honduras nel 1978 con un colpo di Stato incruento, col quale si sostituì a Juan Alberto Melgar Castro alla guida del Consiglio Superiore delle Forze Armate, anche grazie al forte supporto finanziario del signore della droga Juan Matta-Ballesteros, legato al Cartello di Medellín. Anche la CIA vide di buon occhio la sostituzione, perché Paz García, al contrario del suo predecessore, era un convinto sostenitore del dittatore nicaraguense Anastasio Somoza Debayle. Fu contemporaneamente promosso a Generale di brigata.
Sotto di lui, l'esercito e i servizi segreti honduregni protessero i traffici di Matta-Ballesteros, in cambio di una parte dei profitti, facendo diventare il Paese uno dei principali canali di passaggio della cocaina e della marijuana proveniente dalla Colombia. Quando la Drug Enforcement Administration aprì una sede a Tegucigalpa nel 1981, il referente locale «pervenne rapidamente alla conclusione accurata che l'intero Governo honduregno era pesantemente coinvolto nel commercio di droga».
Si fece notare inoltre per la corruzione e la forte repressione militare. Fu lui a fondare il Battaglione 3-16, uno squadrone della morte addestrato dalla CIA e incaricato di torturare e uccidere gli oppositori del regime. Il Battaglione fu anche utilizzato per dare aiuto ai Contras, nell'ambito delle azioni statunitensi in America Centrale durante gli anni ottanta.
Il 20 aprile 1980, indisse le elezioni per un'assemblea costituente e costituì un Governo civile di transizione, in seguito alle pressioni del Presidente statunitense Jimmy Carter. Pochi mesi dopo, firmò un Trattato di pace con El Salvador.
Nel gennaio 1982, fu promosso a Generale di divisione, cedette il potere al neoeletto presidente Roberto Suazo Córdova e si ritirò a vita privata. Morì nel 2000 per insufficienza renale.